# 蕭廩 (明朝)
蕭廩（1523年—1587年），字可發，號兑嵎，江西吉安府萬安縣人。明朝政治人物。

## 生平
嘉靖二十八年（1549年）己酉科江西乡试第二名舉人，四十四年乙丑科会试六十八名，三甲二百四十一名進士，都察院观政，四十五年四月授行人。隆慶三年（1569年）闰六月考选擢拔為福建道御史，五年三月差巡按陕西，核查陕西四镇兵食，发见被隐占的卒伍至数万人。萬曆元年（1573年）二月，差巡按浙江，请祀建文朝忠臣十二人，从祀王守仁于文庙。三年八月回道管事，十二月巡视京营，四年四月京畿道刷卷，五年二月监試，四月升太仆寺少卿。万历六年八月改任太常寺少卿提督四夷馆，十一月戊申朔，由提督四夷馆太常寺少卿拔擢为南京太仆寺卿。八年十月改任光禄寺卿，万历九年（1581年）七月，升为右佥都御史、陕西巡抚。十一年闰二月升右副都御史、巡抚浙江，十二年六月升南工部右侍郎，十一月改刑部右侍郎，十三年八月改兵部右侍郎，十五年四月卒，七月贈兵部尚書。有《兑嵎先生集》，著有《修业堂集》五卷。

## 家族
曾祖萧缵，知县。祖蕭乾元，曾以御史身份彈劾劉瑾，被廷杖下獄，官至雲南按察副使，贈兵部侍郎。父蕭暘，知县，累赠兵部侍郎。母彭氏，累赠淑人；继母劉氏，累封太淑人。兄萧襃，按察司知事；弟蕭齋、蕭稆（庠生）、蕭槃（庠生）。

## 延伸阅读
[在维基数据编辑]
 《新唐書·卷101》，出自《新唐書》
 《明史卷二百二十七》，出自《明史》
 《國朝獻徵錄·卷之四十一》，出自焦竑《國朝獻徵錄》